# خشکه‌دار

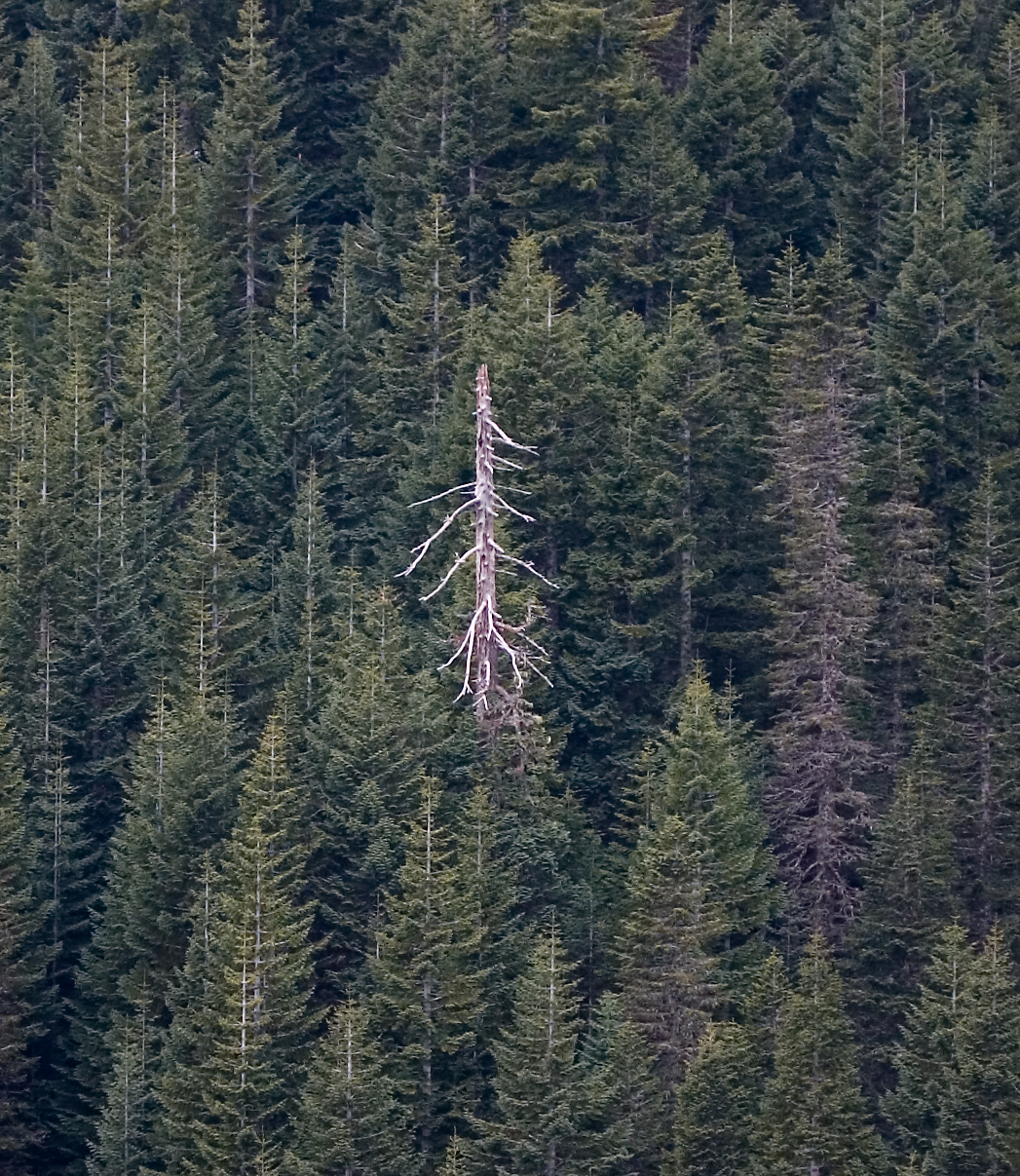
خشکه‌دار صنوبر در میان درختان صنوبر زنده

خشکه‌دار (به انگلیسی: Snag, Dead tree)، در بوم‌شناسی جنگلی، خشکه‌دار به درختی ایستاده، مرده یا در حال مرگ اشاره دارد که اغلب یک شاخه یا بیشتر شاخه‌های کوچکتر را از دست داده است. در بوم‌شناسی آب شیرین به درختان، شاخه‌ها و سایر قطعات چوب طبیعی که در رودخانه‌ها و نهرها غرق شده‌اند گفته می‌شود. همچنین به‌عنوان آوار چوبی درشت شناخته می‌شود. هنگامی که در ساخت‌وساز استفاده می‌شود، به‌خصوص در اسکاندیناوی، اغلب آنها را چوب مرده و در فنلاند چوب کِلو می‌نامند.

## خشکه‌دارهای جنگلی

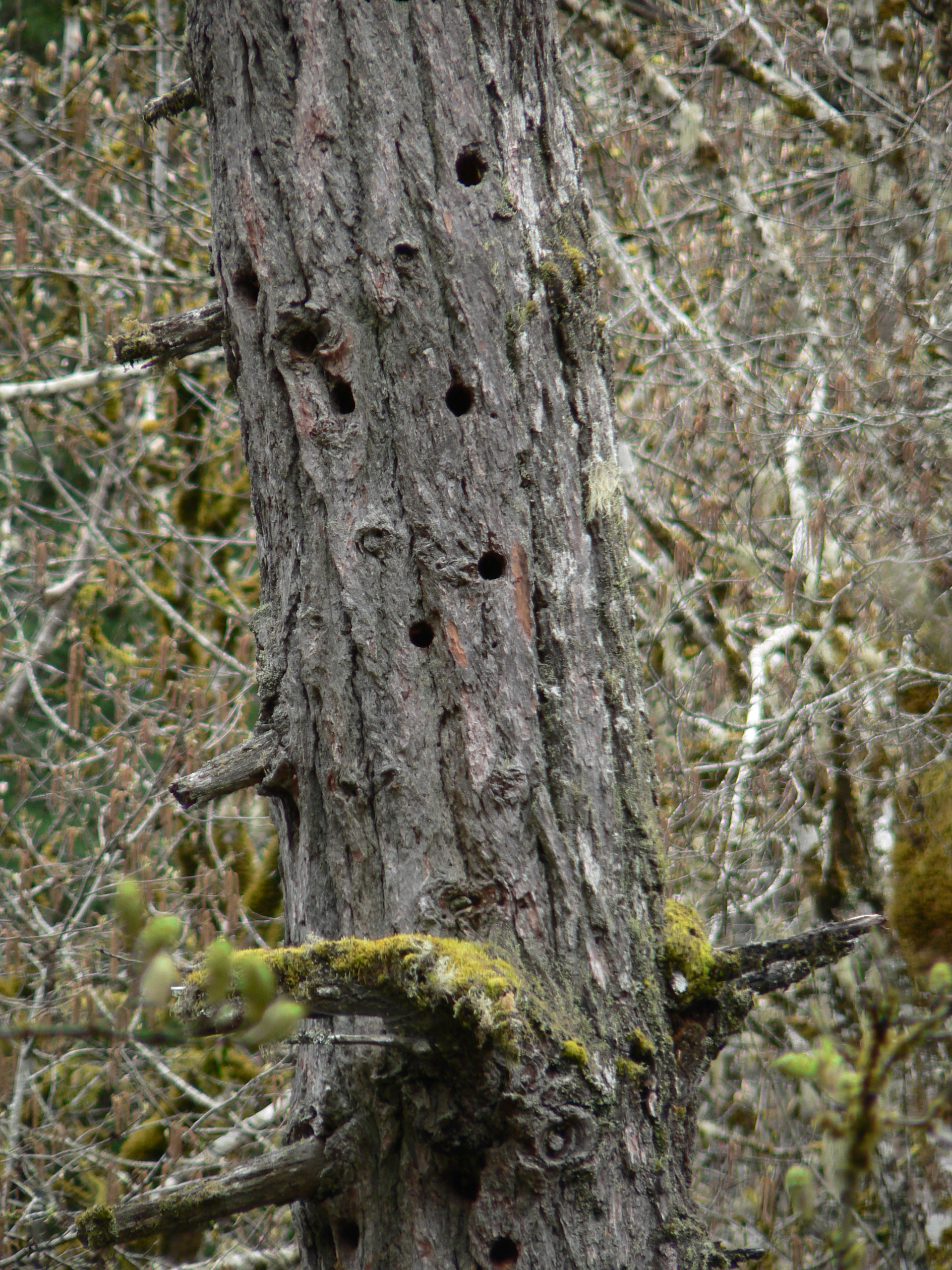
یک خشکه‌دار داگلاس صنوبر ساحلی برای پرندگان لانه ایجاد می‌کند.

خشکه‌دارها یک جزء ساختاری مهم در جوامع جنگلی هستند و ۱۰ تا ۲۰ درصد از تمام درختان موجود در جنگل‌های استوایی، معتدل و شمالی را تشکیل می‌دهند. خشکه‌دارها و آوار چوبی درشت، بخش بزرگی از زیست توده چوبی را در یک جنگل سالم نشان می‌دهند.
در جنگل‌های معتدل، خشکه‌دارها زیستگاه حیاتی برای بیش از ۱۰۰ گونه پرنده و پستاندار فراهم می‌کنند. چوب مرده و پوسیده از جامعه غنی از تجزیه‌کننده‌ها مانند باکتری‌ها و قارچ‌ها، حشرات و سایر بی‌مهرگان پشتیبانی می‌کند. این موجودات و مصرف‌کنندگان آنها، همراه با پیچیدگی ساختاری سوراخ‌ها، حفره‌ها و قسمت‌های شکسته، خشکه‌دارها را به زیستگاه مهمی برای پرندگان، خفاش‌ها و پستانداران کوچک تبدیل می‌کنند که به نوبه خود شکارچیان پستانداران بزرگ‌تر را تغذیه می‌کنند.
خشکه‌دارها زیستگاه بهینه برای لانه‌سازهای سوراخ اولیه مانند دارکوب هستند که اکثر سوراخ‌های مورد استفاده توسط کاربران سوراخ ثانویه در بوم‌سازگان جنگلی را ایجاد می‌کنند. دارکوب‌ها سوراخ‌هایی برای بیش از ۸۰ گونه دیگر را حفاری می‌کنند و سلامت جمعیت آنها به خشکه‌دارها بستگی دارد. بیشتر پرندگان و پستانداران وابسته به خشکه‌دار، حشره‌خوار هستند و بخش عمده‌ای از جانوران جنگل‌های حشره‌خوار را نشان می‌دهند و عوامل مهمی در کنترل جمعیت حشرات جنگلی هستند. موارد زیادی وجود دارد که در آن پرندگان جمعیت شیوع حشرات جنگلی را کاهش دادند، مانند دارکوب که بر شیوع کرم‌های جنگلی جنوبی و سوسک‌های صنوبر انگلمن تأثیر می‌گذارد.
ایجاد خشکه‌دار به‌طور طبیعی رخ می‌دهد زیرا درختان به دلیل کهولت سن، بیماری، خشکسالی یا آتش‌سوزی می‌میرند. یک خشکه‌دار از زمانی که درخت می‌میرد تا فروپاشی نهایی یک سری تغییرات را متحمل می‌شود و هر مرحله از فرایند پوسیدگی برای گونه‌های خاص حیات‌وحش ارزش خاصی دارد. ماندگاری خشکه‌دار به دو عامل بستگی دارد، اندازه ساقه و دوام چوب گونه مورد نظر. خشکه‌دارهای برخی از مخروط‌های بزرگ، مانند درخت سکویا و سکویای همیشه‌سبز در سواحل اقیانوس آرام آمریکای شمالی و سرو پاتاگونیا، می‌توانند به مدت ۱۰۰ سال یا بیشتر دست نخورده باقی بمانند و با افزایش سن به تدریج کوتاه‌تر می‌شوند، در حالی که خشکه‌دارهای دیگر با چوب‌هایی که به سرعت در حال پوسیدن هستند، مانند آسپن (Aspen) و توس، در عرض ۲ تا ۱۰ سال شکسته و فرو می‌ریزند.
جنگل‌های خشکه‌دار یا جنگل شکننده اولیه هم‌تافت، بوم‌سازگانی هستند که مکان‌های بالقوه جنگلی را پس از اختلال در جایگزینی ایستاده و قبل از ایجاد مجدد یک تاج جنگل بسته اشغال می‌کنند. آنها توسط اختلالات طبیعی مانند آتش‌سوزی یا طغیان حشرات ایجاد می‌شوند که فرآیندهای توالی بوم‌شناختی را بازنشانی می‌کنند و مسیری را دنبال می‌کنند که تحت تأثیر میراث‌های بیولوژیکی است (مانند درختان زنده بزرگ و کنده خشکه‌دارهای افتاده، بانک‌های بذر، بافت جوانه‌زده، قارچ‌ها، و سایر زنده‌ها و مرده‌های زیست‌توده) که در طول اختلال اولیه حذف نشدند.
پرندگانی که از آب شکار می‌کنند مانند عقاب ماهی‌گیر یا ماهی‌خورک‌های رودخانه‌ای را می‌توان در نزدیکی آب، نشسته روی درخت خشکه‌دار یا از در حال صید ماهی‌ها پیدا کرد.

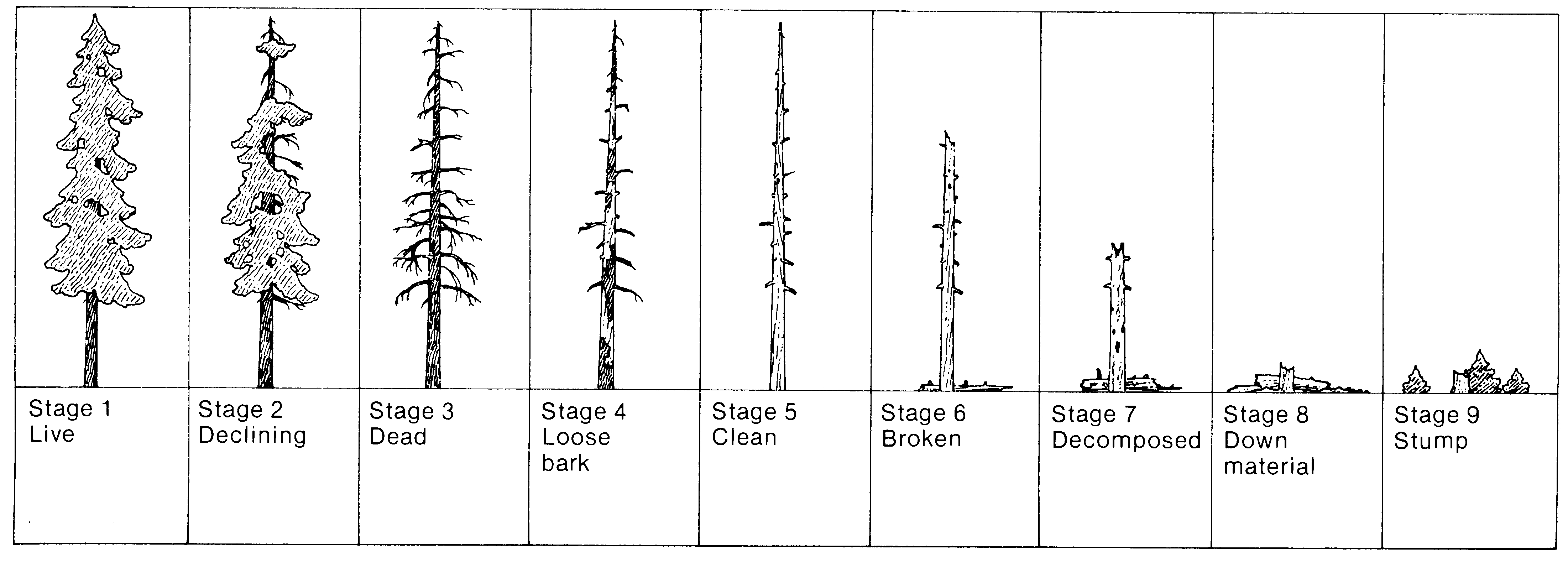
مراحل متوالی یک خشکه‌دار از مرگ درخت تا تجزیه نهایی.

## خشکه‌دار آب‌شیرین
در بوم‌شناسی آب شیرین در استرالیا و ایالات متحده، اصطلاح خشکه‌دار برای اشاره به درختان، شاخه‌ها و سایر قطعات چوب طبیعی که به شکل غرق شده در رودخانه‌ها و نهرها یافت می‌شود، استفاده می‌شود. چنین خشکه‌دارهایی به‌عنوان پناهگاه و مکان‌های تخم‌ریزی برای ماهی‌ها حیاتی شناخته شده‌اند و یکی از معدود بسترهای سخت موجود برای رشد زیست‌لایه هستند که از بی‌مهرگان آبزی در رودخانه‌های دشتی که از میان دشت‌های آبرفتی جریان دارند، حمایت می‌کنند. خشکه‌دارها به‌عنوان مکان‌هایی برای رشد زیست‌لایه و پناهگاه و تغذیه بی‌مهرگان آبزی در جویبارها و رودخانه‌های پست و مرتفع مهم هستند.

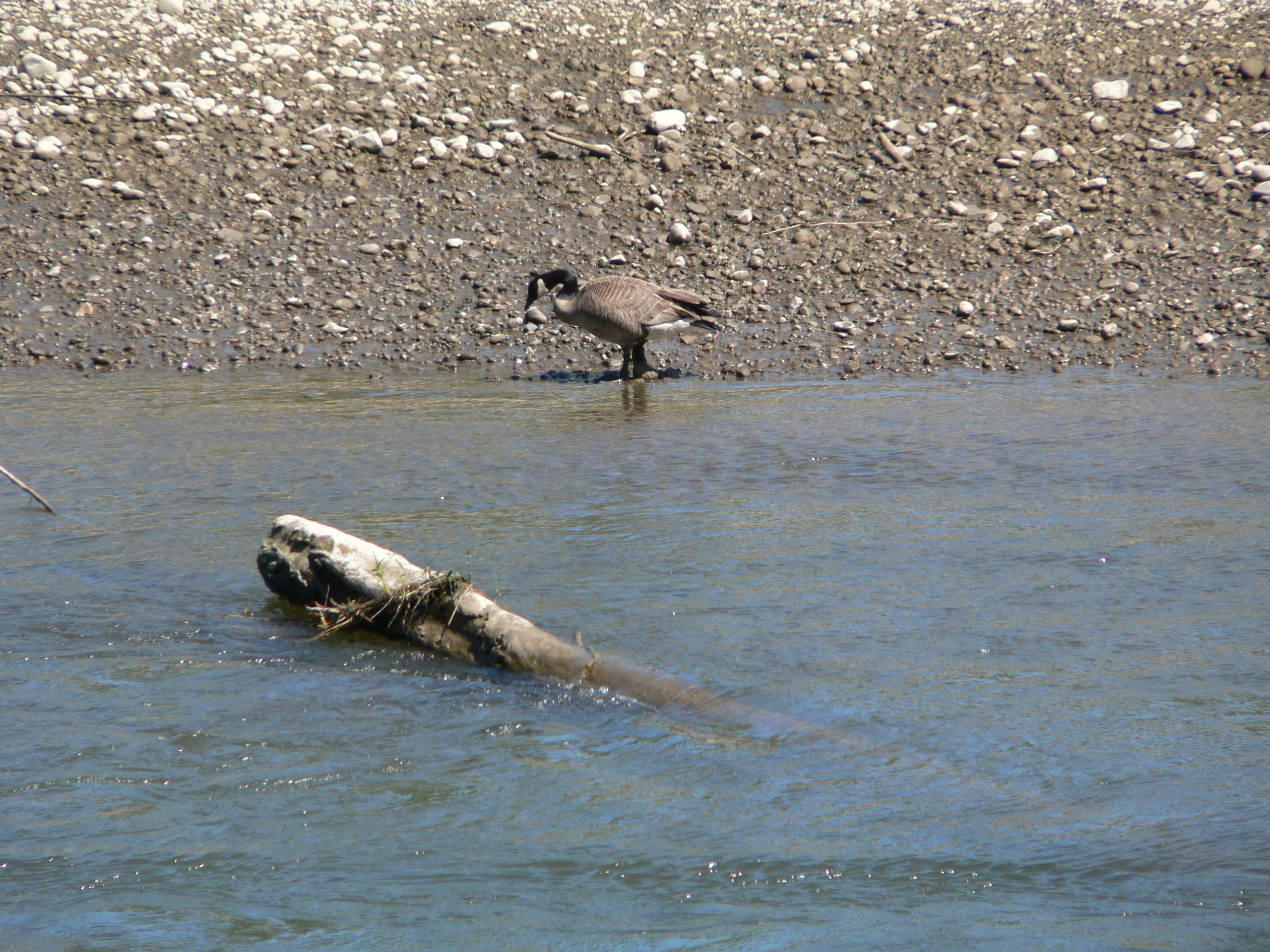
یک غاز کانادایی در نزدیکی خشکه‌دار ای در رودخانه نیسکوالی تغذیه می‌کند

در استرالیا، نقش خشکه‌دارهای آب شیرین تا همین اواخر نادیده گرفته شده است و بیش از یک میلیون خشکه‌دار از حوضه موری-دارلینگ حذف شده است. بخش‌های بزرگی از مناطق پست سیستم موری-دارلینگ اکنون فاقد موانعی هستند که ماهی‌های بومی مانند ماهی موری برای سرپناه و پرورش نیاز دارند. آسیبی که چنین حذف عمده‌فروشی ایجاد کرده است بسیار زیاد است، اما تعیین کمیت آن دشوار است، با این حال برخی تلاش‌ها برای تعیین کمیت انجام شده است. بیشتر خشکه‌دارها در این سیستم‌ها خشکه‌دارهای اکالیپتوس کامالدول هستند. از آنجایی که چوب متراکم اکالیپتوس کامالدول تقریباً در برابر پوسیدگی غیرقابل نفوذ است، تصور می‌شود که برخی از خشکه‌دارهای اکالیپتوس کامالدول که در دهه‌های گذشته برداشته شده‌اند ممکن است چندین هزار سال قدمت داشته باشند.

## خطر دریایی
خشکه‌دارهای نیمه غوطه‌ور که به‌عنوان سرمرده نیز شناخته می‌شوند، برای ناوبری و تجارت قایق‌های رودخانه‌ای اولیه خطراتی ایجاد می‌کردند. در صورت برخورد، خشکه‌دارها بدنه‌های چوبی مورد استفاده در قرن ۱۹ و اوایل قرن ۲۰ را سوراخ می‌کنند. خشکه‌دارا در واقع، شایع‌ترین خطر مواجه هستند، به‌خصوص در سال‌های اولیه سفر با قایق بخار. در ایالات متحده، سپاه مهندسین ارتش ایالات متحده از قایق‌خشکه‌دار (Snagboat) مانند دبلیو تی پرستون در پوگت ساوند ایالت واشینگتن و مونتگومری در رودخانه‌های آلاباما برای بیرون کشیدن و پاک‌سازی موانع استفاده می‌کرد.

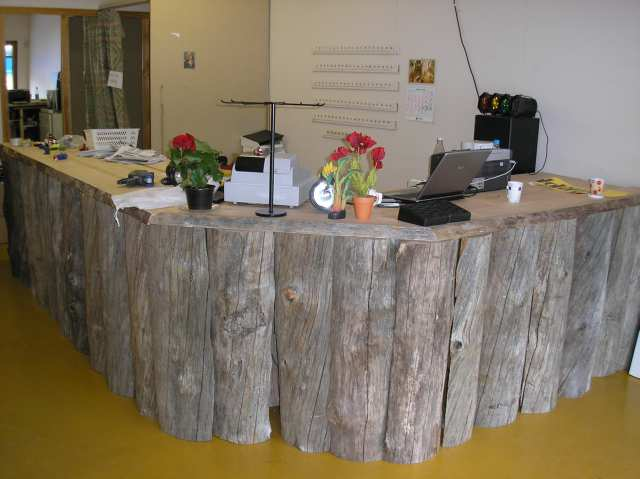
"چوب کلو" ("چوب مرده") که در فنلاند در تولید محصولات مبلمان روستایی استفاده می‌شود.

تلاش‌های موفقیت‌آمیزی از سال ۱۸۲۴ شروع شد برای حذف موانع از می‌سی‌سی‌پی و شاخه‌های آن. در سال ۱۸۳۵، یک ستوان به رئیس مهندسان گزارش داد که سفر با قایق بخار بسیار ایمن‌تر شده است، اما در اواسط دهه ۱۸۴۰ اعتبارات برای برداشتن خشکه‌دار تمام شد و تا پس از جنگ داخلی خشکه‌دارا دوباره انباشته شدند.

## محصولات چوب مرده
در اسکاندیناوی و فنلاند، درختان کاج که در فنلاندی به عنوان کلو (kelo) و در سوئدی به‌عنوان توراک (torraka) شناخته می‌شوند، برای تولید اشیاء مختلف، از مبلمان گرفته تا کل خانه‌های چوبی، جمع‌آوری می‌شوند. شرکت‌های تجاری آنها را در خارج از کشور به‌عنوان «چوب مرده» یا در فنلاند به‌عنوان «چوب کلو» به بازار عرضه می‌کنند. آن‌ها به‌خاطر سطح هوازده خاکستری نقره‌ای خود در تولید محصولات بومی یا رمانتیک ملی مورد توجه قرار گرفته‌اند. تأمین کنندگان «چوب مرده» بر سن آن تأکید می‌کنند: چوب با کم‌آبی در سرمای خشک مناطق زیر قطبی توسعه یافته است، درخت پس از حدود ۳۰۰ تا ۴۰۰ سال رشد خود را متوقف کرده است و درخت برای چند صد سال دیگر عمودی باقی مانده است. حمل و نقل و جابجایی کنده‌های چوب مرده به دلیل سبک بودن آنها نسبت به کنده‌های معمولی آسان‌تر است.